# Верден (округ)
Округ Верден (фр. Arrondissement de Verdun) — округ у Франції, в департаменті Мез. 2023 року округ об'єднував 254 муніципалітети, населення становило 82 792 особи.
Адміністративний центр (супрефектура) — Верден.

## Муніципалітети
Список муніципалітетів округу та їхні коди INSEE:
1. Абокур-Откур (55002)
2. Авілле-Сент-Круа (55021)
3. Авйот (55022)
4. Авокур (55023)
5. Азанн-е-Сумазанн (55024)
6. Аль-су-ле-Кот (55225)
7. Амблі-сюр-Мез (55007)
8. Амель-сюр-л'Етан (55008)
9. Ан-ле-Жувіньї (55226)
10. Аннонвіль-су-ле-Кот (55228)
11. Ансмон (55009)
12. Арвіль (55232)
13. Аррансі-сюр-Крюн (55013)
14. Баалон (55025)
15. Базей-сюр-Отен (55034)
16. Бантевіль (55028)
17. Безонво (55050)
18. Бельвіль-сюр-Мез (55043)
19. Бельре (55042)
20. Берю-ан-Вердюнуа (55045)
21. Бетеленвіль (55047)
22. Бетенкур (55048)
23. Бії-су-Манж'єнн (55053)
24. Бланзе (55055)
25. Боклер (55036)
26. Больні (55033)
27. Бомон-ан-Верденуа (55039)
28. Бонзе (55060)
29. Бофор-ан-Аргонн (55037)
30. Бра-сюр-Мез (55073)
31. Брабан-сюр-Мез (55070)
32. Брабант-ан-Аргонн (55068)
33. Бракі (55072)
34. Брандевіль (55071)
35. Бре (55077)
36. Бреевіль (55076)
37. Брієль-сюр-Мез (55078)
38. Брокур-ан-Аргонн (55082)
39. Бруенн (55083)
40. Буенвіль-ан-Вуавр (55057)
41. Буліньї (55063)
42. Бурей (55065)
43. Бюзі-Дармон (55094)
44. Ваврій (55580)
45. Вадленкур (55525)
46. Варенн-ан-Аргонн (55527)
47. Варк (55578)
48. Ватронвіль (55579)
49. Вашровіль (55523)
50. Велон (55544)
51. Верден (55545)
52. Вері (55549)
53. Верней-Гран (55546)
54. Верней-Петі (55547)
55. Візепп (55582)
56. Вілле-деван-Ден (55561)
57. Вілле-ле-Манж'єнн (55563)
58. Вілле-су-Паре (55565)
59. Вілле-сюр-Мез (55566)
60. Віллеклуа (55554)
61. Вілон-Аромон (55571)
62. Віль-ан-Вуавр (55557)
63. Віль-деван-Шомон (55556)
64. Віль-сюр-Кузанс (55567)
65. Віньєль-су-Монмеді (55552)
66. Віттарвіль (55572)
67. Водонкур (55535)
68. Воель (55583)
69. Вокуа (55536)
70. Гремії (55218)
71. Гримокур-ан-Вуавр (55219)
72. Гуренкур (55216)
73. Гюссенвіль (55222)
74. Дамвілле (55145)
75. Дамлу (55143)
76. Даннву (55146)
77. Делю (55149)
78. Ден-сюр-Мез (55167)
79. Домбасль-ан-Аргонн (55155)
80. Домбра (55156)
81. Доммарі-Баронкур (55158)
82. Доммартен-ла-Монтань (55157)
83. Домремі-ла-Канн (55162)
84. Донкур-о-Тампліє (55163)
85. Дулькон (55165)
86. Дуомон-Во (55537)
87. Дюзе (55168)
88. Дюньї-сюр-Мез (55166)
89. Дьє-сюр-Мез (55154)
90. Дьєпп-су-Дуомон (55153)
91. Екс (55171)
92. Екув'єз (55169)
93. Екюре-ан-Вердюнуа (55170)
94. Ен-ан-Аргонн (55180)
95. Енкревіль (55004)
96. Еннмон (55242)
97. Епінонвіль (55174)
98. Епп (55241)
99. Ербевіль (55243)
100. Ермевіль-ан-Вуавр (55244)
101. Етен (55181)
102. Етон (55182)
103. Етре (55183)
104. Жамец (55255)
105. Жен-ан-Аргонн (55208)
106. Женікур-сюр-Мез (55204)
107. Женкре (55211)
108. Жеркур-е-Дріянкур (55206)
109. Жувіньї-сюр-Луазон (55262)
110. Жуї-ан-Аргонн (55257)
111. Жульвекур (55260)
112. Інор (55250)
113. Іре-ле-Сек (55252)
114. Кенсі-Ландзекур (55410)
115. Клері-ле-Гран (55118)
116. Клері-ле-Петі (55119)
117. Клермонт-ан-Аргонн (55117)
118. Комбр-су-ле-Кот (55121)
119. Консанвуа (55124)
120. Кюїзі (55137)
121. Кюм'єр-ле-Мор-Омм (55139)
122. Кюнель (55140)
123. Лабевіль (55265)
124. Ламуї (55275)
125. Ландрекур-Лампір (55276)
126. Ланевіль-сюр-Мез (55279)
127. Ланер (55280)
128. Латур-ан-Вуавр (55281)
129. Лашалад (55266)
130. Ле-Клаон (55116)
131. Ле-Монтерон (55347)
132. Ле-Нефур (55379)
133. Ле-Суем-Рампон (55497)
134. Лез-Епарж (55172)
135. Лез-Ілетт (55253)
136. Лемм (55286)
137. Ліні-деван-Ден (55292)
138. Ліон-деван-Ден (55293)
139. Ліссе (55297)
140. Луазон (55299)
141. Лувмон-Кот-дю-Пуавр (55307)
142. Луппі-сюр-Луазон (55306)
143. Люзі-Сен-Мартен (55310)
144. Маланкур (55313)
145. Манель (55317)
146. Манж'єнн (55316)
147. Марвіль (55324)
148. Марр (55321)
149. Мартенкур-сюр-Мез (55323)
150. Маршевіль-ан-Вуавр (55320)
151. Мезере (55311)
152. Мерль-сюр-Луазон (55336)
153. Мії-сюр-Брадон (55338)
154. Можевіль (55339)
155. Мокур-сюр-Орн (55325)
156. Мон-деван-Сассе (55345)
157. Монбленвіль (55343)
158. Монзевіль (55355)
159. Монмеді (55351)
160. Монтіньї-деван-Сассе (55349)
161. Монфокон-д'Аргонн (55346)
162. Моранвіль (55356)
163. Моржмулен (55357)
164. Муаре-Флаба-Крепйон (55341)
165. Музе (55364)
166. Муї (55360)
167. Мулен-Сен-Юбер (55362)
168. Муленвіль (55361)
169. Мулотт (55363)
170. Мюзере (55367)
171. Мюрво (55365)
172. Нантіюа (55375)
173. Неван (55377)
174. Невіллі-ан-Аргонн (55383)
175. Ніксевіль-Блеркур (55385)
176. Нуйонпон (55387)
177. Обревіль (55014)
178. Оденвіль (55236)
179. Одьйомон (55237)
180. Олізі-сюр-Ш'є (55391)
181. Омон-пре-Самоньє (55239)
182. Орн (55394)
183. Отревіль-Сен-Ламбер (55018)
184. Ош (55395)
185. Паре (55399)
186. Парфондрю (55400)
187. Певілле (55403)
188. Пентвіль (55406)
189. Пійон (55405)
190. Пуї-сюр-Мез (55408)
191. Рамблюзен-е-Бенуат-Во (55411)
192. Рарекур (55416)
193. Ревіль-о-Буа (55428)
194. Рекур-ле-Кре (55420)
195. Ремуавіль (55425)
196. Реньєвіль-сюр-Мез (55422)
197. Ресікур (55419)
198. Романь-су-Монфокон (55438)
199. Романь-су-ле-Кот (55437)
200. Ронво (55439)
201. Рувр-ан-Вуавр (55443)
202. Рувруа-сюр-Отен (55445)
203. Рю-ан-Вуавр (55449)
204. Рю-сюр-Отен (55450)
205. Р'явіль (55429)
206. Самоньє (55468)
207. Сассе-сюр-Мез (55469)
208. Сен-Жан-ле-Бюзі (55458)
209. Сен-Ілер-ан-Вуавр (55457)
210. Сен-Лоран-сюр-Отен (55461)
211. Сен-П'єррвілле (55464)
212. Сен-Ремі-ла-Калонн (55465)
213. Сенон (55481)
214. Сенонкур-ле-Можуї (55482)
215. Сент-Андре-ан-Барруа (55453)
216. Сесс (55095)
217. Сетсарж (55484)
218. Сіврі-ла-Перш (55489)
219. Сіврі-сюр-Мез (55490)
220. Со-ле-Шамплон (55473)
221. Сольморі-е-Вільфранш (55471)
222. Соммедьє (55492)
223. Сорбе (55495)
224. Спенкур (55500)
225. Стене (55502)
226. Суї (55498)
227. Сьєрж-су-Монфокон (55115)
228. Тії-сюр-Мез (55512)
229. Тійо (55507)
230. Тонн-ла-Лон (55508)
231. Тонн-ле-Тій (55509)
232. Тонн-ле-Пре (55510)
233. Тоннель (55511)
234. Трезово (55515)
235. Тьєрвіль-сюр-Мез (55505)
236. Флассіньї (55188)
237. Флері-деван-Дуомон (55189)
238. Фоаме-Орнель (55191)
239. Фонтен-Сен-Клер (55192)
240. Форж-сюр-Мез (55193)
241. Френ-ан-Вуавр (55198)
242. Фромезе (55201)
243. Фромеревіль-ле-Валлон (55200)
244. Фруадо (55199)
245. Фюто (55202)
246. Шамневіль (55099)
247. Шарні-сюр-Мез (55102)
248. Шарпантрі (55103)
249. Шатійон-су-ле-Кот (55105)
250. Шаттанкур (55106)
251. Шеппі (55113)
252. Шовансі-Сен-Юбер (55110)
253. Шовансі-ле-Шато (55109)
254. Шомон-деван-Дамвілле (55107)